# Rashel Díaz
Rashel Díaz (La Habana, 3 de julio de 1973) es una presentadora de televisión, empresaria, modelo e influenciadora cubana radicada en Estados Unidos. Por su participación en el programa de variedades de Telemundo Un nuevo día, en el que permaneció desde 2008 hasta 2020, obtuvo galardones y nominaciones en los premios Daytime Emmy y People en Español.

## Biografía

### Inicios y carrera como modelo
Nacida en La Habana el 3 de julio de 1973, Díaz inició su carrera en la televisión como modelo y presentadora en el programa de variedades Sábado gigante de la cadena Univision, en el que permaneció desde 1994 hasta 2003. Trabajó en paralelo en el mundo del modelaje en los Estados Unidos apareciendo en revistas como Glamour, Ocean Drive y Maxim, y participando en campañas publicitarias de compañías como AT&T, Sears, Bellsouth, Acura, Toyota, Colgate y Budweiser.
En 2001, la revista People en Español la incluyó en su lista de las 25 estrellas latinas más hermosas del año; apareció también en listas similares diseñadas por esta revista en años posteriores. En 2002 se convirtió en la primera mujer de origen hispano en ser embajadora de la marca de relojes Baume & Mercier, y un año después fue nombrada presidenta honoraria del Miami Latin Film Festival.

### Carrera como presentadora y actualidad
En 2007 Díaz se vinculó profesionalmente con Telemundo, registrando apariciones en espacios de la cadena como El conteo Billboard, Camino a la corona y Especial de fin de año, y asistiendo como reportera de forma habitual a los Premios Billboard de la Música Latina. En 2008 se convirtió en la conductora del programa de variedades Un nuevo día, en el que permaneció hasta agosto de 2020. Su participación en el show le valió galardones y nominaciones a los premios Daytime Emmy y People en Español.
Condujo junto con el actor mexicano Omar Germenos la transmisión de Miss Universo 2011 para el público latino, y en 2015 presentó al lado de Boris Izaguirre la primera edición de los Premios Latin American Music. En 2018 fue incluida en la lista de las 25 mujeres poderosas del año, elaborada por People en Español.
Tras dejar Telemundo, Díaz se dedicó al emprendimiento a través de la plataforma de alojamiento Airbnb y administra una boutique en línea llamada Labana Shop. Desde mediados de 2023 presenta un pódcast titulado De menos a más con Rashel Díaz, en el que aborda temas de espiritualidad, finanzas y crecimiento personal.

## Vida personal
Díaz está casada con el empresario Carlos García, con quien tiene dos hijos, Juan Daniel y Daniela. Tras vivir en Miami, Florida durante algunos años, la familia se trasladó a Tulsa, Oklahoma en agosto de 2023.

## Filmografía destacada
| Año       | Título         | Rol                 | Cadena    |
| --------- | -------------- | ------------------- | --------- |
| 1994-2003 | Sábado gigante | Modelo y conductora | Univision |
| 2008-2020 | Un nuevo día   | Conductora          | Telemundo |